# Fex (Band)
Fex (stilisiert als FEX) ist eine deutsche Band aus Kiel, welche von 1983 bis 1985 existierte. Von ihr stammt der Song Subways of Your Mind, der als The Most Mysterious Song on the Internet weltweite Bekanntheit erlangte und dessen Urheber insgesamt über 17 Jahre über das Internet gesucht und erst im Jahr 2024 gefunden wurden.

## Geschichte
Ilona Rückwardt, die ursprüngliche Sängerin der Band, legte aufgrund ihrer Schwangerschaft eine Pause ein, woraufhin ihr Mann Ture Rückwardt, bis dahin Gitarrist der Band, zusätzlich den Gesang übernahm. Aufgrund der Auflösung von Fex kehrte sie letztendlich nie zur Band zurück.
Jörg Lemcke, der ursprüngliche Bassist, verließ die Band 1984, da er damals noch Student war und laut eigener Aussage die anstehende Tour mit der Band für ihn zu anstrengend gewesen wäre. Als Ersatz für ihn stieß Norbert Ziermann als neuer Bassist zur Band.
Die Band gewann 1984 in Bremen den Nachwuchswettbewerb „Zeus Newcomer-Show“ mit ihrem Lied Jenny. Dabei handelte es sich um eine Veranstaltungsreihe zur Förderung junger aufstrebender Bands. Dahinter steckte das Versicherungsvermittlungsunternehmen Zeus (→ Jürgen Hunke), welches so durch Positive Publicity versuchte, neue Kundenschichten zu erreichen.
Im Rahmen ihrer Tour traten Fex auf dem Bruchhausen-Festival 1985 neben Künstlern wie Eric Burdon und den Rodgau Monotones auf.

## Internetphänomen
Nachdem der Liedname von Subways of Your Mind ab 2007 online gesucht wurde, konnte die Band nach 17 Jahren 2024 wieder gefunden werden. Die am häufigsten gespielte Version von Subways of Your Mind auf Youtube erzielte bis 2024 mehr als 8 Millionen Aufrufe. Neben der finalen Fassung von Subways of Your Mind kamen eine Live-Version sowie die Lieder Heart in Danger, Talking Hands, Jenny und Goldrush ans Licht der Öffentlichkeit.
Die Bandmitglieder waren bis auf den Schlagzeuger seit der Auflösung der Band in losem Kontakt geblieben und nach wie vor einzeln musikalisch aktiv. Wenige Tage nachdem der Ursprung des gesuchten Lieds gefunden war und die Band zusammengefunden hatte, war Fex zu Gast im NDR Fernsehen. Einen Tag später meldete sich auch der Schlagzeuger beim NDR, welcher den Kontakt zum Rest der Band wieder herstellte. Ende 2024 beschloss die Band ein Comeback und nahm den Aufnahmeprozess wieder auf. Unter anderem arbeitet die Band an einer Neuaufnahme von Subways of Your Mind. Im Februar 2025 verkündete die Band, dass der Schlagzeuger sie aus persönlichen Gründen verlässt. Trotzdessen setzen die verbliebenen Bandmitglieder ihre Arbeit an neuem Material als FEX fort.

## Veröffentlichungen
Auf die Wiedervereinigung der Band Ende 2024 folgten mehrere offizielle Veröffentlichungen der Originalaufnahmen von Subways of Your Mind auf Streamingplattformen. Neben der Originalversion des Most Mysterious Song on the Internet und einer Live-Version auf Streamingdiensten, wurden die ersten Vinyl-Pressungen der Band sowie Remastered-Versionen via Plattenlabel The Outer Edge veröffentlicht.
Im Juli 2025 erschien das erste richtige Album der Band mit dem Titel Skyscraper. Es enthält neben verschiedenen Versionen von Subways of Your Mind auch weitere zuvor unveröffentlichte Lieder der Band, die neu gemastert wurden. Zuvor wurde die namensgebende Single Skyscraper ausgekoppelt. Das Albumcover wurde von Darius gestaltet,  jenem Teenager, dessen Kassettenaufnahme die Band ihre späte Bekanntheit verdankt.